# Elche
Elche (em castelhano) ou Elx (em valenciano e co-oficialmente) é um município da Espanha na província de Alicante, comunidade autónoma da Comunidade Valenciana. Tem 326,07 km² de área e em 2021 tinha 234 205 habitantes (densidade: 718,3 hab./km²).
Aqui se localiza o maior bosque de palmeiras da Europa.
A cidade de Elche concentra três dos 10 bairros mais desfavorecidos de Espanha, segundo uma estatística do Ministério da Economia de Espanha.

## Demografia
| Variação demográfica do município entre 1991 e 2004 | Variação demográfica do município entre 1991 e 2004 | Variação demográfica do município entre 1991 e 2004 | Variação demográfica do município entre 1991 e 2004 |
| --------------------------------------------------- | --------------------------------------------------- | --------------------------------------------------- | --------------------------------------------------- |
| 1991                                                | 1996                                                | 2001                                                | 2004                                                |
| 188062                                              | 191660                                              | 194767                                              | 209439                                              |

## Equipamentos
- Universidade Miguel Hernández (campus central de Elche)